# 李家地镇
李家地镇，是中华人民共和国河北省张家口康保县下辖的一个乡镇级行政单位。

## 行政区划
李家地镇下辖以下地区：
李家地村、忻家房村、康家房村、察汗车罗村、八义堂村、毛不拉村、马家营村、张述营村、毛胡庆村、二彦村、姚家滩村、康福柱村、民善村、化林沟村、张举营村、吴老八村、民太堡村和前二马坊村。